# 田中直紀
田中 直紀（たなか なおき、1940年〈昭和15年〉6月19日 - ）は、日本の政治家、実業家。越後交通グループ代表取締役会長。
外務政務次官（宇野内閣、第1次海部内閣）、農林水産副大臣（初代）、防衛大臣（第10代）、参議院議員（3期）、衆議院議員（3期）を歴任した。旧姓は鈴木。父は、内務官僚、自由党衆議院議員だった鈴木直人。妻は越後交通グループ前会長で現相談役である田中眞紀子。

## 来歴・人物

### 生い立ち
石川県金沢市生まれ。現在は新潟県在住。武蔵高等学校中学校、慶應義塾大学法学部政治学科卒業。大学卒業後は日本鋼管（現JFEスチール、JFEエンジニアリング）に入社。1969年に元首相田中角栄の長女・田中眞紀子と結婚して田中家に婿入りし、姓を田中に改める。

### 初当選
1982年12月23日、旧福島3区の菅波茂衆議院議員が任期中に死去。菅波の地盤を引き継ぎ、1983年12月の第37回衆議院議員総選挙に父・鈴木直人の選挙区でもある旧福島3区から自由民主党公認で出馬し、初当選した（当選同期に熊谷弘・二階俊博・野呂田芳成・額賀福志郎・衛藤征士郎・金子原二郎・田中秀征・尾身幸次・北川正恭・町村信孝・伊吹文明・自見庄三郎・大島理森・野呂昭彦・中川昭一・鈴木宗男・甘利明など）。1986年に再選される。
1987年7月、経世会が結成され、田中派が竹下派、二階堂グループ、中立系に3分裂した際は残留し、二階堂グループに所属した。
1989年、宇野内閣の外務政務次官に就任し、第1次海部内閣でも留任。
1990年2月の第39回衆議院議員総選挙では日本社会党新人の鈴木久が1位当選、現職の斎藤邦吉が2位当選、新人の坂本剛二が3位当選。田中はわずか204票の差で次点で落選した。
1992年6月18日、宏池会（宮沢派）の斎藤邦吉が任期中に死去。これに伴い田中は宮沢派入りを希望した。同派では斎藤の後継として、長男の斎藤邦彦労働省職業安定局長に意向を打診。しかし本人の出馬の意思がないことが確認されたため、1993年1月28日、宮沢派は田中の入会を正式に認めた。
1993年7月の第40回衆議院議員総選挙でトップ当選となり返り咲きを果たす。同年12月、義父・角栄が死去。1994年、妻・眞紀子が村山内閣の科学技術庁長官として当選1回ながら初入閣。
1996年10月の第41回衆議院議員総選挙に福島5区から自民党公認で立候補するも、新進党公認の坂本剛二に敗れ落選。
1998年、第18回参議院議員通常選挙に無所属で義父・角栄や妻・眞紀子の地盤である新潟県選挙区から出馬。眞紀子に加え、白川勝彦や自民党本部からの精力的な支援を受け、当選。同時に自民党から追加公認を受ける。
1999年から党の「青少年を取り巻く有害な環境対策の推進に関する小委員会」において小委員長を務め、青少年有害社会環境対策基本法案を起草。2002年の第154通常国会への同法案提出を目指したが「表現の自由を侵害する」という世論の反対が強く、提出を断念した。

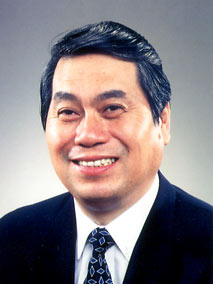
2001年、農林水産副大臣就任頃の写真

2001年、第2次森改造内閣の農林水産副大臣に就任。この年、妻・眞紀子が第1次小泉内閣で外務大臣に抜擢される。
妻・眞紀子が不祥事から自民党を離党して以降は、党の方針に逆らって眞紀子を応援したり、自身の選挙で眞紀子の応援を受けたりしたため党内での立場は悪化した。2004年の第20回参議院議員通常選挙では再選されたものの、対立を深めていた党新潟県連に独自候補として塚田一郎を擁立され、約5万票差まで詰め寄られた。翌2005年には郵政国会で郵政民営化法案に反対したためさらに苦しい立場に追い込まれ、「適齢期」と言われながら自民党在籍中の入閣は叶わなかった。
2004年6月、フジテレビが、新潟県長岡市にある田中の選挙事務所前の民家を借り、事務所の様子を密かに撮影していたことが発覚し、田中と後援会が選挙妨害と盗撮だとしてフジテレビに損害賠償と謝罪をもとめて新潟地方裁判所に訴状を提出した。2007年2月7日、新潟地裁で判決が下り、「撮影の目的自体は不当ではないが、正当な取材範囲を逸脱する違法なもの」としてフジテレビ側に36万円の賠償を命じた。

### 自民党離党、民主党入党
2008年9月26日、自民党に離党届を提出。その後、第45回衆議院議員総選挙を目前に控えた翌年の2009年8月15日に新潟県長岡市内で記者会見を開き、眞紀子とともに民主党への入党を表明した。記者会見の場で鳩山由紀夫民主党代表は「夫婦そろっての民主党入党を心から歓迎する」と述べた。
第22回参議院議員通常選挙では民主党公認で新潟県選挙区から出馬し、3選。2011年9月、民主党の総務委員長に就任。2012年1月13日より6月4日まで野田第1次改造内閣の防衛大臣を務めた。

### 防衛大臣時代

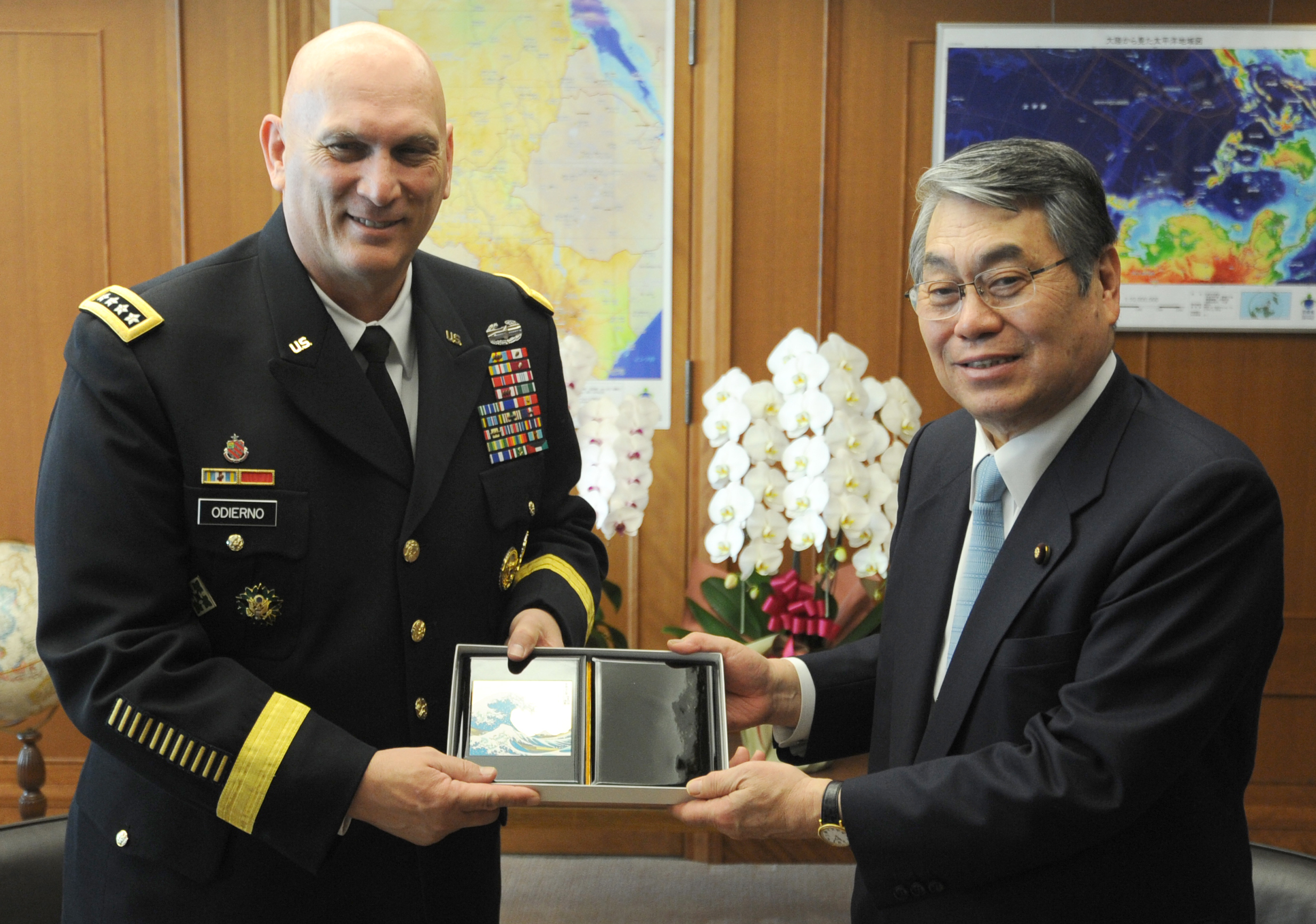
2012年1月19日、アメリカ陸軍参謀総長のレイモンド・オディエルノと

2012年1月13日、野田第1次改造内閣で防衛大臣に任命され、初当選から約29年目にして初入閣。しかし防衛分野との縁は薄く、就任には驚きや懸念の声が上がった。参議院の実力者である輿石東幹事長が強く推薦したとされている。
就任直後の1月15日、NHKの番組に出演した際、国連平和維持活動における武器使用基準の緩和と武器輸出三原則の見直しを混同した。田中は両者の取り違えを認め謝罪したものの、入閣前から懸念されていた国防知識の欠如を露呈した形となった。普天間基地移設問題については、2012年中の埋め立て工事着工を示唆する発言をおこない、県外移設を主張している沖縄県側の強い反発を招いた。田中は、「知事の了解を得られなければ着工できない。私が断定しているわけではない」と述べ、藤村修官房長官も、「（田中氏は）年内に埋め立てに着工するとか、目標にするという発言はしていない」と釈明するなど、火消しに追われた。その後2月2日、国会の場で直紀に釈明をさせようと助け舟を出した同僚議員若井康彦の質問に対し、「手順表を持っておりまして」と日米政府間の極秘文書を暴露しさらに事態を悪化させた。
1月17日には、メディアから安全保障の知識に関する不見識を追及され、「安全保障の基本はしっかり持っている」と反論したが、翌々日の19日に行われたインタビューでは、そのほとんどが官僚の作成したメモを読み上げるだけであり、挨拶の前にも「ペーパーを読むだけ」と漏らしている。
1月31日の参院予算委員会では、模範解答を耳打ちする秘書官を同席させて答弁を行い、野党議員からは「腹話術をやめろ！」と批判された。その後、断りもなく審議を抜けだし、議員食堂でコーヒーを飲んでいたところを発見された。3月14日の参院予算委員会で、またもや事実誤認の答弁と訂正を繰り返し、審議が9回も中断した。「シリアとヨルダン」と答弁し「正しくはヨルダンではなくイスラエル」と訂正。自衛隊の撤収判断をだれが行うかについても迷走。正解は首相だが、「国連」「防衛相」と事実誤認を連発した。さらに、2012年3月21日午前の記者会見において、北朝鮮の弾道ミサイル発射実験に備える手段である航空自衛隊のPAC-3を海上自衛隊の哨戒機P-3Cと混同した。
2012年4月3日の参議院予算委員会にてPAC3を「住民が少ないから配備しない」などと発言。この日の訂正・謝罪は計5回。元防衛大臣の石破茂は4月8日に出演したフジテレビの番組にて田中の辞任を要求。
その後の4月17日午前、自民党は前田武志国土交通大臣及び田中の2閣僚に対する問責決議案を18日に参院に提出する方針を公明党に伝え、公明党も「提出されれば賛成する」と同調の構えを見せた。2012年4月20日午前の参議院本会議において自民・公明など野党の賛成多数により可決された。田中の問責可決により防衛相は2代続けての問責閣僚（2代連続の問責は日本国憲法下で発足した内閣の閣僚としては初であり、また防衛相の問責事例は本件で3例目となり最多）となった。田中は問責決議案が提出されたことに対し自発的辞任の意向はないことを表明し、野田佳彦首相及び藤村修官房長官も職務を全うしてもらいたいと発言していたが、第180回国会会期中の消費税増税関連法案の成立を目指す野田首相の強い意向により2012年6月4日、内閣改造が行われ（野田第2次改造内閣）、防衛大臣を退任した。

### 大臣退任後
2014年9月、民主党参議院議員副会長に就任。
2015年9月、第24回参議院議員通常選挙では民主党（翌年3月、民進党に改称）公認で比例区からの出馬を希望し、12月に正式決定する。

### 落選後
2016年7月10日、参議院選挙比例代表で4選を目指すも、当選圏には及ばす落選。これにより、衆参両院において69年間存在していた田中家の議席は消滅することとなった。また、選挙期間中に中央選挙管理会に届け出をしていない文書を配布した容疑で、事務所関係者2名と共に9月12日付で書類送検された。その後略式起訴され、罰金30万円（事務所関係者2人は罰金20万円）の略式命令を受けた。また、10月20日から5年間公民権停止処分。2016年10月20日、9月20日付けで党本部に離党届を提出し受理されたことが民進党新潟県連常任幹事会で報告された。
2022年春の叙勲で妻の眞紀子と共に旭日大綬章を受章。
2022年6月に、越後交通グループ社長に伊比久が就任した。直紀は代表権のある会長になり、眞紀子は代表権のある相談役となった。

## 評価
- 元陸上自衛官で星槎大学非常勤講師の森清勇は、『日本ビジネスプレス』への寄稿の中で、田中について「防衛省・自衛隊があまりにも分かっていない」「防衛政策の進展など期待できそうもない」と評した[35]。
- 2012年2月8日には、朝鮮中央通信も「日本防衛相・田中の無知がさらけ出され、物笑いの種になっている」と報道した[36]。
- 『徳島新聞』は田中を「野田政権の爆弾」と表現した[37]。

## 一族
- 父は熊本県知事、衆議院議員、参議院議員を歴任した鈴木直人。
- 妻は第131代外務大臣の田中眞紀子。
- 岳父は第64・65代内閣総理大臣の田中角栄。
- 子供は妻との間に田中雄一郎･女子2人。
- 妻・眞紀子の姉（義父の養女）は池田勇人元首相の甥（池田の妹の子）に嫁いでおり、池田の娘婿・池田行彦や石橋正二郎・鳩山一郎・石井光次郎などは縁戚にあたる（石橋の長女・安子が鳩山の長男・鳩山威一郎に、石橋の四女で安子の妹・多摩子が石井の長男・石井公一郎に嫁いでおり、鳩山と石井の息子同士は義兄弟の関係にある）。

### 系譜
田中家
| 角右衛門 | 角右衛門 | 角右衛門 | 角右衛門 | 角右衛門 | 角右衛門 |  |  | 捨吉 | 捨吉 | 捨吉 | 捨吉 | 捨吉 | 捨吉 |  |  | 角次     | 角次     | 角次     | 角次     | 角次     | 角次     |  |  | 角栄     | 角栄     | 角栄     | 角栄     | 角栄     | 角栄     |  |  |        |      |      |      |      |      |  |  |        |  |
| 角右衛門 | 角右衛門 | 角右衛門 | 角右衛門 | 角右衛門 | 角右衛門 |  |  | 捨吉 | 捨吉 | 捨吉 | 捨吉 | 捨吉 | 捨吉 |  |  | 角次     | 角次     | 角次     | 角次     | 角次     | 角次     |  |  | 角栄     | 角栄     | 角栄     | 角栄     | 角栄     | 角栄     |  |  |        |      |      |      |      |      |  |  |        |  |
|          |          |          |          |          |          |  |  |      |      |      |      |      |      |  |  |          |          |          |          |          |          |  |  |          |          |          |          |          |          |  |  | 正法   |      |      |      |      |      |  |  |        |  |
|          |          |          |          |          |          |  |  |      |      |      |      |      |      |  |  |          |          |          |          |          |          |  |  |          |          |          |          |          |          |  |  |        |      |      |      |      |      |  |  |        |  |
|          |          |          |          |          |          |  |  |      |      |      |      |      |      |  |  |          |          |          |          |          |          |  |  | はな     |          |          |          |          |          |  |  |        |      |      |      |      |      |  |  |        |  |
|          |          |          |          |          |          |  |  |      |      |      |      |      |      |  |  |          |          |          |          |          |          |  |  |          |          |          |          |          |          |  |  | 眞紀子 |      |      |      |      |      |  |  |        |  |
|          |          |          |          |          |          |  |  |      |      |      |      |      |      |  |  |          |          |          |          |          |          |  |  |          |          |          |          |          |          |  |  |        |      |      |      |      |      |  |  |        |  |
|          |          |          |          |          |          |  |  |      |      |      |      |      |      |  |  |          |          |          |          |          |          |  |  |          |          |          |          |          |          |  |  |        |      |      |      |      |      |  |  | 雄一郎 |  |
|          |          |          |          |          |          |  |  |      |      |      |      |      |      |  |  |          |          |          |          |          |          |  |  |          |          |          |          |          |          |  |  |        |      |      |      |      |      |  |  |        |  |
|          |          |          |          |          |          |  |  |      |      |      |      |      |      |  |  | 鈴木佳衛 | 鈴木佳衛 | 鈴木佳衛 | 鈴木佳衛 | 鈴木佳衛 | 鈴木佳衛 |  |  | 鈴木直人 | 鈴木直人 | 鈴木直人 | 鈴木直人 | 鈴木直人 | 鈴木直人 |  |  | 直紀   | 直紀 | 直紀 | 直紀 | 直紀 | 直紀 |  |  |        |  |
|          |          |          |          |          |          |  |  |      |      |      |      |      |      |  |  | 鈴木佳衛 | 鈴木佳衛 | 鈴木佳衛 | 鈴木佳衛 | 鈴木佳衛 | 鈴木佳衛 |  |  | 鈴木直人 | 鈴木直人 | 鈴木直人 | 鈴木直人 | 鈴木直人 | 鈴木直人 |  |  | 直紀   | 直紀 | 直紀 | 直紀 | 直紀 | 直紀 |  |  |        |  |
|          |          |          |          |          |          |  |  |      |      |      |      |      |      |  |  |          |          |          |          |          |          |  |  |          |          |          |          |          |          |  |  |        |      |      |      |      |      |  |  | 真奈子 |  |
|          |          |          |          |          |          |  |  |      |      |      |      |      |      |  |  |          |          |          |          |          |          |  |  |          |          |          |          |          |          |  |  |        |      |      |      |      |      |  |  |        |  |
|          |          |          |          |          |          |  |  |      |      |      |      |      |      |  |  |          |          |          |          |          |          |  |  |          |          |          |          |          |          |  |  |        |      |      |      |      |      |  |  |        |  |
|          |          |          |          |          |          |  |  |      |      |      |      |      |      |  |  |          |          |          |          |          |          |  |  |          |          |          |          |          |          |  |  |        |      |      |      |      |      |  |  | 真美子 |  |
|          |          |          |          |          |          |  |  |      |      |      |      |      |      |  |  |          |          |          |          |          |          |  |  |          |          |          |          |          |          |  |  |        |      |      |      |      |      |  |  |        |  |